# رنه ژیرار (بازیکن فوتبال)
رنه ژیرار (فرانسوی: René Girard‎؛ زادهٔ ۴ آوریل ۱۹۵۴) سرمربی فوتبال و بازیکن فوتبال پیشین اهل فرانسه است.
از باشگاه‌هایی که در آن بازی کرده‌است می‌توان به نیم و بوردو اشاره کرد.
وی همچنین در تیم ملی فوتبال فرانسه بازی کرده‌است.